# Moarte în spațiu: Creatorul
Moarte în spațiu: Creatorul (Dead Space: Downfall) este un film SF de groază de animație din 2008 dezvoltat de Film Roman și Electronic Arts. Este un prequel al jocului video horror de supraviețuire Dead Space. Filmul a fost urmat de Moarte în spațiu: Vânătoarea (Dead Space: Aftermath, 2011).

## Prezentare
Un artefact extraterestru, identificat ca un posibil "al doilea Creator", este descoperit pe planeta Aegis VII. Biserica Unitologică își folosește influența pentru a trimite nava minieră USG Ishimura pentru a recupera această relicvă sfântă.
În timp ce nava se apropie, ei primesc rapoarte radio despre un focar de comportament violent în rândul coloniștilor. Artefactul este adus la bord, la ordinul căpitanului Benjamin Mathius (Jim Cummings). Șefa Securității Alissa Vincent (Nika Futterman) cere să cerceteze colonia, dar Mathius crede că totul este în regulă. În timp ce Ishimura extrage o bucată de rocă de pe planetă pentru investigații miniere, un bărbat bolnav din infirmeria navei, Hans Leggio, (Jeff Bennett) se luptă să scape din legăturile sale și rezistă la sedare, implorând să fie ucis.
Între timp, doi mineri de pe Aegis VII verifică un avanpost care nu mai transmite nimic. Un bărbat, Glenn (Phil Morris), dispare în timpul unei căderi de tensiune, în timp ce celălalt, Colin Barrow (Bruce Boxleitner) își vede soția sa Jen (Lia Sargent) cum se sinucide. Barrow îi ia trupul mort și fuge din clădire într-o navetă, neștiind că o prezență extraterestră s-a atașat cadavrului.
Ishimura reface legăturile cu colonia, obținând dovezile unui masacru. Căpitanul refuză să ceară ajutor și păstrează tăcerea radio, întrucât s-ar confrunta cu tribunalul marțial pentru intrarea într-un sistem restricționat. El ordonă ca planeta să fie pusă sub carantină și să se întoarcă pe Pământ cu artefactul. Naveta lui Barrow intră fără autorizație și se prăbușește în hangarul lui Ishimura, Barrow  este ucis de soția sa mutant. Vincent și echipa ei de securitate Ramirez (Hal Sparks), Hansen (Morris), Dobbs (Bennett), Pendleton (Kevin Michael Richardson) și Shen (Kelly Hu) sunt trimiși să-i aresteze și să pună sub carantină oamenii din navetă, dar nu găsesc pe nimeni la bord, doar bălți de sânge peste tot. Leggio se trezește pentru a descoperi creaturi extraterestre mutând cadavrele din morgă, care apoi îl omoară. Echipa de securitate urmărește urmele de sânge spre morgă, unde Dobbs este ucis de Leggio care este infectat. Tensiuni apar între membrii echipajului Unitologi care cer să vadă artefactul; aceștia sunt rapid calmați și dispersați de inginerul Samuel Irons (Richardson), un unitolog.
Echipa de securitate luptă împotriva infestării pe măsură ce se răspândește prin toată nava, Irons li se alătură după ce i-a salvat de Necromorfi în cala de gunoi a navei, unde Pendleton a fost învins și ucis. Dr. Terrence Kyne (Keith Szarabajka) îi spune lui Mathius că artefactul este responsabil pentru înnebunirea coloniștilor care au început să se omoare reciproc și să răspândească infestarea și cere să nu fie duși pe Pământ, temându-se că Necromorfii vor ucide toți oamenii de pe Pământ, dar căpitanul deranjat mental îl acuză de persecuție religioasă și revoltă. Pe măsură ce tensiunea crește în centrul de control, căpitanul Mathius este ucis din greșeală de Kyne în încercarea de a-l seda, și fuge din centrul de control. Navetele de salvare sunt lansate goale și sistemele de comunicații sunt distruse. 
Pe drum spre centrul de control, Hansen înnebunește și îl ucide pe Shen, apoi este la rândul său ucis de Ramirez. Vincent, Irons și Ramirez se întorc în centrul de control, unde află că nava este copleșită aproape în întregime; ei descoperă apoi că Kyne sabotează motoarele navei, intenționând să prăbușească nava pe planetă pentru a opri Necromorfii să se răspândească.
În drum lor pentru a se confrunta cu Kyne, echipa descoperă supraviețuitori (iubita lui Issac Clarke fiind printre ei) încolțiți de Necromorfi. Irons face rost de timp pentru ca Vincent și Ramirez să extragă membrii echipajului îngroziți folosindu-se ca momeală și este ucis. Ramirez se jertfește pentru ca Vincent să ajungă în camera de control. Ea se confruntă cu Kyne, care susține că acțiunile sale sunt necesare pentru a opri focarul extraterestru de infecție să părăsească sistemul. Vincent nu reușește să repornească motoarele și Kyne fuge cu arma ei.
Vincent se trezește înconjurat de Necromorfi și aleargă după artefact, dar își dă seama că Necromorfii nu se pot apropia de obiect, care i-a ținut închiși pe Aegis VII. Inspirat de o viziune a lui Ramirez, Vincent lasă un jurnal video care detaliază întreaga secvență de evenimente, adăugând că artefactul și Ishimura trebuie distruse. Încarcă jurnalul video într-o sondă-baliză de semnalizare pe care o lansează, iar Vincent și Necromorfii sunt aruncați în spațiu în acest proces.
Corpul lui Vincent plutește în spațiu în timp ce cântă piesa „Twinkle, Twinkle, Little Star”. Povestea se încheie pe măsură ce USG Kellion sosește și se pregătește să andocheze de Ishimura - acesta fiind începutul jocului video Dead Space.

## Distribuție
- Kirk Baily.......Rol de voce
- Jeff Bennett.......Vocea lui  Leggio / Dobbs / Jackson
- Bruce Boxleitner.......Vocea lui  Colin Barrow
- Jim Cummings.......Vocea capitanului Mathius / Farum
- Grey DeLisle.......Vocea lui  Heather / Donna Fawkes
- Nika Futterman.......Vocea  Alissei Vincent
- Kelly Hu.......Vocea lui  Shen
- Maurice LaMarche.......Vocea lui  White / Bavaro
- Phil Morris.......Vocea lui  Hansen / Glenn
- Bob Neill.......Vocea lui  Cartusian
- Jim Piddock.......Vocea lui  Chic
- Kevin Michael Richardson.......Vocea lui  Samuel Irons / Pendleton / Miner
- Lia Sargent.......Vocea lui  Jen Barrow
- Hal Sparks.......Vocea lui  Ramirez
- Keith Szarabajka.......Vocea  Dr. Kyne
- David Allen Kramer.......Rol de voce
- Shelly O'Neill.......Rol de voce

## Primire
Site-ul în limba engleză DVD Verdict, în recenzia sa despre Moarte în spațiu: Creatorul, a menționat că, deși filmul este distractiv de urmărit, în mare parte este doar o introducere incompletă a unei povești mult mai mari. Jurnaliștii au subliniat că filmul se dezvăluie sub aspectul prăbușirii și tăierii corpurilor umane de către monștri extratereștri, dar nu poate oferi privitorului nimic altceva.
IGN.com, un site important despre divertismentul media, a dat filmului nota 6 din 10. Filmul a fost caracterizat clar și consistent, dar, potrivit jurnaliștilor, îi lipsește luminozitatea. Sunetul Dolby Surround 5.1, atât efectele sonore, cât și replicile, au fost notate bine 8/10. Calitatea animației a fost apreciată ca fiind bună pentru un proiect de o asemenea amploare. În concluzie, filmul a fost catalogat nu foarte bine realizat, dar că merită o vizionare, în schimb pachetul DVD nu merită cumpărat doar pentru bonusurile sale (scene șterse, comentarii) care sunt insuficiente.

## Legături externe
- Moarte în spațiu: Creatorul la Internet Movie Database